# Орханийски бич
„Орханийски бич“ или „Бич“ е сатиричен вестник, който излиза в Орхание от 27 септември до 10 декември 1927 г.
Редактор на вестника е Ив. Н. Налбантски. Печата се в печатница „Наука“ на Карл Попоушек. Броевете 2 и 3 са с подзаглавие „Независим народен вестник“, а 4 и 5 – „Двуседмичен народен вестник“.
Определя се като местно хумористично вестниче. Занимава се със слабости на учители и учащи се, с шантажни елементи.